# Corrente dell'Australia Orientale

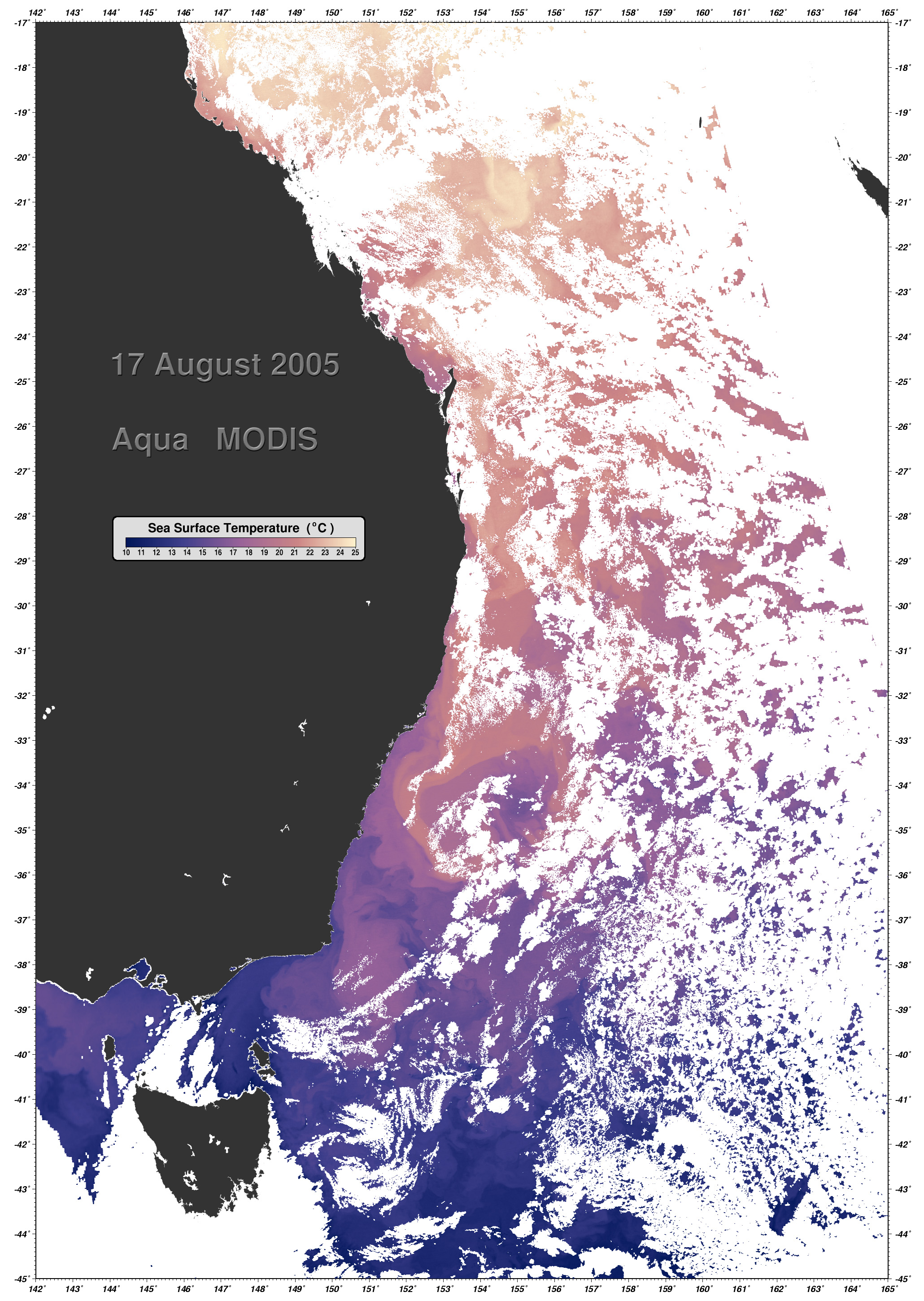
Profilo termico della corrente dell'Australia Orientale

La corrente dell'Australia Orientale (abbreviata in EAC dall'acronimo inglese East Australian Current) è una corrente oceanica occidentale di frontiera che si forma dalla corrente Equatoriale Sud quando essa attraversa il Mar dei Coralli e raggiunge la costa orientale dell'Australia. 
Nei pressi della costa australiana alla latitudine 15° S, la corrente Equatoriale Sud si divide andando a formare la corrente dell'Australia Orientale che fluisce in direzione sud.

## Caratteristiche
La corrente dell'Australia Orientale è la più estesa corrente oceanica che scorre presso le coste australiane. Raggiunge la portata massima alla latitudine 30° S, dove il suo flusso può raggiungere una velocità di 90 cm/s. Nel movimento verso sud si separa dalla costa tra il 31° e il 32° S. Quando raggiunge il 33° S inizia a formare un meandro verso sud mentre un'altra porzione del flusso gira verso nord con uno stretto ricircolo. A questa latitudine la corrente raggiunge la sua massima portata di circa 35 Sv. La porzione maggiore del flusso che entra nel ricircolo si muove verso est nel fronte di Tasman attraversando il Mar di Tasmania subito a nord del capo di Nuova Zelanda. Il flusso rimanente scorre verso sud nell'estensione della corrente che raggiunge la corrente circumpolare antartica.
 
Per il fronte tasmaniano si stima una portata di 13 Sv. Quando il movimento verso est della corrente dell'Australia Orientale attraverso il fronte tasmaniano raggiunge la linea costiera della Nuova Zelanda, va a formare la corrente di East Auckland.
La corrente dell'Australia Orientale favorisce il trasporto della fauna marina tropicale negli habitat delle regioni subtropicali lungo la linea costiera dell'Australia sudorientale.